# Australian and New Zealand Association for the Advancement of Science
L'Australian and New Zealand Association for the Advancement of Science (« Association australienne et néo-zélandaise pour l'avancement des sciences », ANZAAS) est une organisation fondée en 1888 sous le nom d'Australasian Association for the Advancement of Science (« Association australasienne pour l'avancement des sciences ») afin de promouvoir la science.
Calquée sur la British Association for the Advancement of Science (« Association britannique pour l'avancement des sciences »), future British Science Association, pendant de nombreuses années, ses réunions annuelles sont un lieu influent de promotion la science en Australie et en Nouvelle-Zélande.